# Conjunto histórico del Palacio de la Diputación y El Gran Hotel
El Conjunto histórico del Palacio de la Diputación y El Gran Hotel es un conjunto histórico ubicado en el distrito Centro de la ciudad de Logroño (España). Era originalmente un conjunto de tres palacetes, pero uno de ellos fue derruido por lo que ya solo quedan dos del conjunto original. Se sitúa en una manzana limitada por las calles General Vara del Rey, Duquesa de la Victoria y Calvo Sotelo. El conjunto es adyacente al conocido "Paseo de El Espolón", por lo que popularmente es conocido como los Palacetes del Espolón.
Tienen incoado un expediente no resuelto de Bien de Interés Cultural desde 1977.  En 2014 fue incluido como parte del catálogo de bienes individuales inscritos en el Patrimonio de la Humanidad dentro del sitio conocido como Caminos de Santiago en España.

## Historia

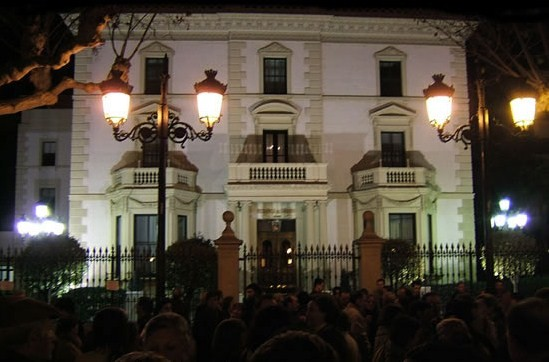
Palacio del Gobierno de la Rioja

El Espolón de Logroño fue un gran paseo público semejante a otros muchos que se abrieron es España en el siglo XVIII a imitación del Salón del Prado de Madrid. Sin embargo el crecimiento de Logroño a lo largo del siglo XIX hizo que el Espolón quedara enclavado en el área central de la ciudad. A medida que se fue urbanizando la zona, las edificaciones que rodeaban el Espolón se fueron haciendo más compactas y ganaron en altura. Solo el flanco este de El Espolón mantuvo el carácter de reposo y dignidad con el que se había concebido originalmente el área.
Esta zona estaba formada por tres palacetes aislados rodeados de jardines que fueron construidos entre 1860 y 1880, siendo el más importante de ellos y el que ocupa el centro de esta línea de fachadas el Palacio de la Diputación, sede actualmente de la presidencia del Gobierno de La Rioja. En la década de 1970 uno de los tres palacetes que formaban el conjunto fue demolido. Para proteger no solo el Palacio de la Diputación, sino el conjunto urbanístico que le rodeaba fue incoado expediente como Bien de Interés Cultural en la categoría de Conjunto Histórico desde el 7 de enero de 1977. Esta área englobaba también el solar del edificio que fue demolido, entendido que en caso de nueva construcción esta atendería a la ley que el propio conjunto señala. Se mantendrían los jardines existentes y una zona reservada.

## Palacio de la Diputación

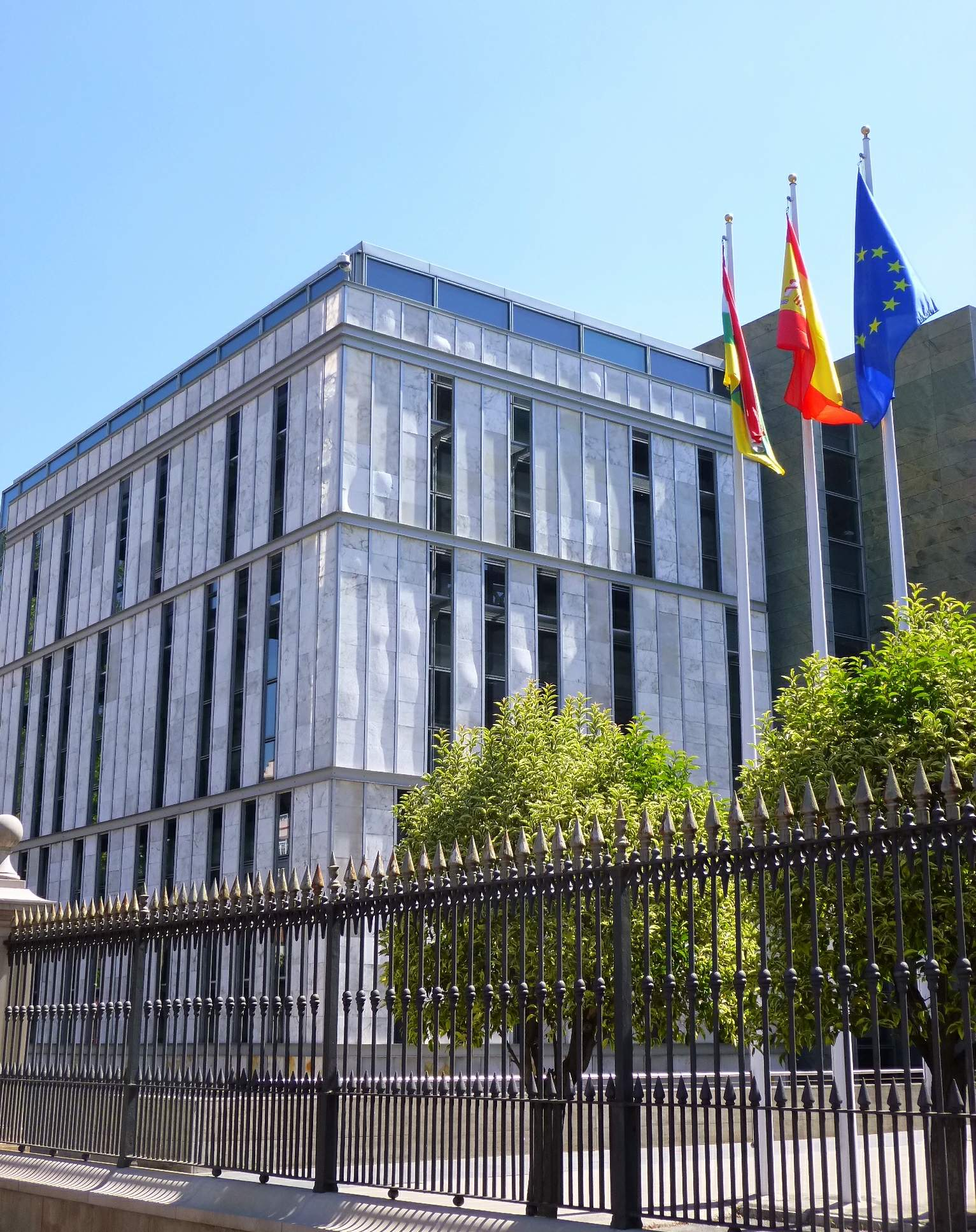
Gobierno de la Rioja (Edificio construido en el lugar del palacete demolido)

Se trata de un palacete construido hacia 1860 al estilo de la arquitectura inglesa de la época.  Lo mandó construir Andrés Isidro Bretón (1822-1868), un comerciante riojano de Treguajantes apodado por los logroñeses como "El Inglés"; ya que había vivido la mayor parte de su vida en aquel país. Bretón había heredado de su tío abuelo, quien había iniciado la fortuna familiar comerciando vino de Rioja con Inglaterra. La influencia británica en la "Casa de El Inglés" como fue conocido popularmente este palacete es manifiesta. Se trata de una obra de gran calidad, de un diseño muy cuidado y sus interiores estuvieron ornamentados con obras de arte y mobiliario traído directamente desde Gran Bretaña. Se desconoce el nombre del autor de este edificio, pero se cree que fue un arquitecto inglés contratado por Bretón traído desde las islas exclusivamente para la realización del edificio.
En 1932, la "Casa del Inglés" fue adquirida por la Diputación Provincial de Logroño a los herederos de Bretón y pasó a ser sede de dicha institución. Desde entonces es conocido como Palacio de la Diputación o Palacio Regional.  En 1982, con la creación de la Comunidad Autónoma de La Rioja, el palacio pasó a ser la sede de la presidencia del Gobierno de la Rioja, función que cumple en la actualidad y recibe el nombre de Palacio del Gobierno de la Rioja..
Este edificio ocupa la zona central del conjunto histórico y es el edificio más destacado del mismo.
Como la sede de la Presidencia del Gobierno de La Rioja se instaló en el Palacio de la Diputación a partir de 1982, el solar vacío fue utilizado para la construcción de un edificio anexo de oficinas del Gobierno de La Rioja. Se trata de un edificio de aspecto moderno, pero que respeta las dimensiones de los palacetes originales. El área de jardines también fue modificada para cubrir las necesidades de aparcamiento de esta institución.

## El Gran Hotel
Surgió originalmente como un chalet privado perteneciente a la familia de los Herreros de Tejada. Posteriormente fue sede del Gran Casino de Logroño y finalmente entre 1913 y 1914 se transformó en el "Grand Hotel de Logroño", que fue el hotel más lujoso de la ciudad La transformación en hotel implicó una importante reforma por la que el edificio original quedó convertido en restaurante y salón de celebraciones, mientras que se construyó un anexo trasero para las habitaciones . Actualmente es un edificio de propiedad privada y sede de una inmobiliaria y de otros negocios.

## Citas
- Datos: Q42445096

1. 1 2  Boletin de la Real Academia de la Historia. TOMO CLXXX. NUMERO III. AÑO 1983. Real Academia de la Historia. Consultado el 15 de julio de 2017.
2. ↑  Rioja, La. «La casa de "El Inglés", actual Palacio Regional, la construyó un riojano. larioja.com». www.larioja.com. Consultado el 15 de julio de 2017.
3. ↑  «Recuerdos de Logroño 1915... y más». recuerdoslog.blogspot.com.es. Consultado el 15 de julio de 2017.